# ТЕС I.P. (газотурбінна)
28°37′10″ пн. ш. 77°15′2″ сх. д. / 28.61944° пн. ш. 77.25056° сх. д.
ТЕС I.P. (газотурбінна) – теплова електростанція у Індії, на території Національної столичної території Делі.
В 1986 році на майданчику станції стали до ладу шість встановлених на роботу у відкритому циклі газових турбін потужністю по 30 МВт.
В 1995 – 1996 роках на станції створили три однотипні блоки комбінованого парогазового циклу, для чого доповнили її трьома паровими турбінами потужністю по 30 (за іншими даними – по 34) МВт. У кожному з блоків дві газові турбіни живлять через відповідну кількість котлів-утилізаторів одну парову турбіну.
Первісно газові турбіни споживали нафтопродукти. Наприкінці 1980-х в район Делі по трубопроводу Аурая – Дадрі подали природний газ, який став основним паливом станції. В подальшому ще одним маршрутом надходження блакитного палива до столиці став газопровід Віджайпур – Дадрі. При роботі на 90% потужності ТЕС I.P. потрібно 1,3 млн м3 газу на добу.
В 2010-х на тлі зростання споживання природного газу та падіння видобутку виник дефіцит природного газу, що справило сильний негативний вплив на роботу електростанцій у Національній столичній території Делі. Ситуація була настільки серйозною, що у 2015-му прийняли рішення зупинити кілька ТЕС, і серед них ТЕС I.P., щоб передати ресурс блакитного палива найбільш сучасній та енергоефективній ТЕС Прагаті III.
Для охолодження використовують воду із річки Джамна.